# Cantonul Saint-Amant-Tallende
Cantonul Saint-Amant-Tallende este un canton din arondismentul Clermont-Ferrand, departamentul Puy-de-Dôme, regiunea Auvergne, Franța.

## Comune
- Aydat
- Chanonat
- Cournols
- Olloix
- Saint-Amant-Tallende (reședință)
- Saint-Sandoux
- Saint-Saturnin
- Saulzet-le-Froid
- Le Vernet-Sainte-Marguerite